# Javier Ramírez
Javier Ramírez Abeja (Carmona, 14 marzo 1978) è un ex ciclista su strada spagnolo, professionista dal 2004 al 2013.

## Carriera
Matura le prime esperienze tra i professionisti già nel 2002 quando il Team CSC prima e la Vini Caldirola poi gli propongono un contratto da stagista. Tuttavia torna presto nella categoria dilettanti e solamente nel 2004 riesce a passare definitivamente fra i professionisti con la maglia della formazione spagnola Liberty Seguros, diretta da Manolo Saiz. In quella stessa stagione ha modo di maturare esperienza partecipando in primavera alle Classiche delle Ardenne e alla Parigi-Nizza, senza tuttavia mettersi in evidenza. L'anno seguente inizia la stagione in Australia, prende infatti parte al Tour Down Under, nel quale riesce a piazzarsi in due tappe nei primi cinque della graduatoria e a terminare al quinto posto assoluto. Nella stessa stagione partecipa anche al suo primo grande giro, il Giro d'Italia, concludendolo, cosa che gli riuscirà anche nell'edizione successiva della "Corsa rosa".
Passato alla Fuerteventura-Canarias nel 2007, nel 2009 firma per l'Andalucía-Cajasur e partecipa per la prima volta alla Vuelta a España cogliendo un ottavo posto nella nona tappa: sarà questo il suo miglior piazzamento in una tappa di un grande Giro. Ramírez infatti non riuscirà a ripetere grandi prestazioni nelle due successive edizioni della corsa a tappe spagnola a cui parteciperà, nel 2010 e nel 2012. Con la maglia della Andalucía riesce a cogliere numerose vittorie e piazzamenti soprattutto nelle corse fuori dall'Europa, e inoltre riesce a imporsi, nel 2012, in una tappa della Vuelta a Andalucía. Nel 2013, ultimo anno di attività, gareggia con la formazione Continental portoghese Radio Popular-Onda.

## Palmarès
- 2002 (Avila Rojas, Under-23, due vittorie)

Clásica International Txuma
Grand Prix Macario
- 2003 (Avila Rojas, Under-23, sei vittorie)

Dorletako Ama Saria
Trofeo Guerrita
2ª tappa Vuelta a Ávila
Classifica generale Vuelta a Ávila
2ª tappa Vuelta Ciclista a León
Classifica generale Vuelta Ciclista a León
- 2008 (Dilettanti)

1ª tappa Vuelta a Cartagena
- 2012 (Andalucía, quattro vittorie)

1ª tappa Azerbaijan International Tour
Classifica generale Azerbaijan International Tour
1ª tappa Vuelta a Andalucía
7ª tappa Vuelta a Chile

### Altri successi
- 2003 (Under-23)

Coppa di Spagna Under-23
- 2008 (Dilettanti)

Criterium di Almagra - Memorial Manuel Sanroma

## Piazzamenti

### Grandi Giri
- Giro d'Italia

2005: 65º
2006: 82º
- Vuelta a España

2009: 62º
2010: 91º
2012: 120º

### Classiche monumento
- Liegi-Bastogne-Liegi

2004: 110º